# 福岡県立水産高等学校
福岡県立水産高等学校（ふくおかけんりつすいさんこうとうがっこう）は、福岡県福津市津屋崎四丁目にある男女共学の公立高等学校。通常は、水高（すいこう）または水産（すいさん）と略される。また、宗像水産あるいは福岡水産と呼ばれることもある。

## 沿革
- 1953年（昭和28年）
  - 4月1日 - 筑紫中央高等学校に水産課程を設置。
  - 7月20日 - 水産課程を福岡市西中洲に移転。
- 1954年（昭和29年）4月1日 - 水産課程を分離し、福岡県立水産高等学校を設置。
- 1955年（昭和30年）6月12日 - 旧宗像郡津屋崎町の現役場所在地に移転。
- 1993年（平成5年） - 現行の3学科7コースに再編。

## 校風
比較的自由な校風。
校舎が海にせり出すように立地しており、周囲は漁港である。また、校内から直接釣りができ、釣りをしている姿も見られる。また、コース等によりヨット等の操縦法を教えており、津屋崎海岸近辺でその姿を見ることができる。

## 教育組織
本科
- 全日制課程
  - 海洋科I
    - 航海コース - 20名
    - 海上機関コース - 20名

  - 海洋科II
    - 陸上機関コース - 20名
    - マリン技術コース - 20名

  - 食品流通科
    - 食品開発コース - 20名
    - 流通科学コース - 20名

  - アクアライフ科
    - バイオ技術コース - 20名
    - 漁業経営コース - 20名

専攻科
- 航海科
- 機関科

## 校歌
- 作詞: 山路勝之
- 作曲: 長谷川良夫

## 学校行事
全体としては、5月頃に体育祭、10月頃にカッター大会・10月下旬または11月上旬に水高祭（文化祭）が行われている。航海コースでは、長崎・福岡・山口（五十音順）の3校で実習船を所有しており、2ヶ月間の航海実習でハワイ近くまで船を出してマグロ延縄実習を行っている。マリンコースでは、NAUIのCカード（プログラム修了証、ダイビングライセンスと言われる事が多いCカード、正式名はCertification Card））が努力次第でMaster Scuba Diver（マスタースクーバダイバー）まで取得可能。食品流通科ではマグロの油漬け缶詰やおさかなコロッケの入った「水高バーガー」などを水高祭などで生産・販売している。アクアライフ科は釣り実習や生物の飼育を行っている。

## 通学区域
福岡県内全域。

## 通学手段など
- 最寄り駅　JR福間駅
- 徒歩・自転車
- 最寄りバス停は西鉄バス宗像水産高校前バス停。

## 著名な出身者
- 原田富士男（競艇選手、旧姓: 上田）
- 大家志津香（タレント）※AKB48加入のため中退し上京
- 大之伸くま（元プロボクサー）